# 洛林公爵費里二世
費里二世（法語：Ferry II de Lorraine，約1165年—1213年10月10日），洛林公爵，費里一世之子，1206年至1213年在位。

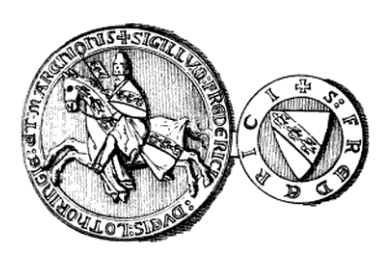
洛林公爵費里二世

## 子女
1. 蒂埃博一世
2. 馬蒂厄二世
3. 勞蕾塔